# Bödvar Bjarke
Bödvar Bjarke, Bodvar Bjarke, Rolf Krakes ypperste kämpe, var enligt Rolf Krakes saga från Norge. Han dräpte sin fars styvmor, vilken genom trolleri förvandlat styvsonen till en björn, och drog sedan till Rolf i Lejre på Själland. Där gjorde han sig snart aktad bland kämparna. Dessa brukade vid måltiden kasta avgnagda ben på en svag yngling, Hott, av vars föräldrar Bjarke åtnjutit gästfrihet. Bjarke försvarade Hott, den sedermera så namnkunnige Hjalte, och slog en kämpe till döds med ett ben. 
Bjarke upptogs bland Rolfs kämpar, dödade ett vidunder som vid jul hemsökte konungens sal, och kom alltmer i ynnest hos Rolf, som han följde på färden till kung Adils i Uppsala. När Hjorvard sedermera lömskt överföll Rolf i Lejre låg Bjarke vid stridens början och sov. Hjalte sökte få honom väckt, och slutligen gick Bjarke med. I striden hade en ofantlig björn vållat stor manspillan, men försvann vid Bjarkes ankomst; Bjarke hade kämpat i björnhamn. Bjarke anställde ett förfärligt blodbad bland fienderna, men stupade slutligen jämte Rolf och alla dennes kämpar. Innan han gick till strids, skall han ha diktat sången Bjarkamál.
Saxo, vars berättelse om Bjarke i huvudsak är lika, men utan övernaturliga drag, kallar Bjarke för Biarco och känner intet om hans härkomst.
Med namnet Bjarke, diminutiv av Björn, står säkert sagans björnhamn i samband, och Bödvar (gen. av isl. boð, "strid") är ursprungligen inte hans namn som i sagan, utan ett binamn; Bödvar Bjarke betyder alltså "Strids-Bjarke".
Bjarkes likheter med hjälten i det engelska Beowulfskvädet har gjort att de två personerna ibland har ansetts vara identiska.